# Dolores (Roman)
Dolores (im Original: Dolores Claiborne) ist ein Roman des US-amerikanischen Schriftstellers Stephen King aus dem Jahre 1992. Die gleichnamige Verfilmung wurde zwei Jahre später mit Kathy Bates und Jennifer Jason Leigh in den Hauptrollen umgesetzt.

## Roman
Der Roman wird von der Hauptfigur erzählt. Untypisch für einen King-Roman ist, dass es keine Kapitel, Leerzeilen zwischen Absätzen oder andere Unterteilungen gibt; es ist ein einziger fortlaufender Text, der sich wie die Mitschrift eines gesprochenen Monologs liest.
Am Anfang der Geschichte befindet sich Dolores Claiborne in einem Polizeiverhör. Darin erklärt sie, dass sie Vera Donovan, eine wohlhabende ältere Dame, um die sie sich über Jahre hinweg kümmerte, nicht getötet hat. Sie gibt allerdings zu, ihren Mann Joe St. George vor fast 30 Jahren ermordet zu haben. Ihr „Geständnis“ entwickelt sich zur Geschichte ihres Lebens, ihrer aufgewühlten Ehe und ihrer Beziehung zu ihrer Arbeitgeberin Vera Donovan.
Im Kontrast zu anderen Werken Kings enthält der Roman sehr wenige übernatürliche Elemente. Die einzigen, die vorhanden sind, erschaffen eine Verbindung zu Kings vorhergehendem Roman Das Spiel. Spätere Ausgaben des Romans umfassen ein Vorwort, in dem der Zusammenhang erklärt wird.

## Verfilmung
Der Film unterscheidet sich vom Roman in zwei wichtigen Aspekten. Zum einen finden die Ereignisse, die zur Ermordung von Joe führen, über einige Monate im Jahre 1975 statt. Im Roman wehrt Dolores sich 1961 das erste Mal gegen Joe. Trotzdem tötet sie ihn erst im Juli 1963.
Zum anderen liegt der Fokus des Films weniger auf den Ermittlungen zum Tode Vera Donovans, sondern mehr auf der Beziehung zwischen Dolores und ihrer Tochter Selena. Als immer mehr Wahrheiten über das Familienleben ans Licht kommen, wird die Beziehung zwischen Mutter und Tochter zunehmend schlechter. Selena hat schon lange den Verdacht, dass ihre Mutter ihren Vater getötet hat, und will nun endlich die Wahrheit hören. Dolores schafft es schließlich, ihre Tochter davon zu überzeugen, dass sie keine andere Wahl hatte und dass sie beide Opfer von Joe St. George sind: Dolores, die unter den immer brutaleren Schlägen und Beleidigungen von Joe zu leiden hatte, und Selena, die von Joe missbraucht wurde. Deshalb lockte Dolores, nachdem sie sich Vera Donovan anvertraut hatte und diese ihr nahegelegt hatte, Joe zu töten, Joe am Tag der Sonnenfinsternis auf eine alte vermoderte Brunnenabdeckung hinter dem Haus. Joe brach durch die Abdeckung und starb auf dem Grund des ausgetrockneten Brunnens. Alle gingen von einem Unfall aus.

## Verknüpfungen mit anderen Werken
- Der Roman ist eng verknüpft mit Das Spiel; während der für beide Hauptpersonen schicksalhaften Sonnenfinsternis des 20. Juli 1963 (Jessie wurde soeben von ihrem Vater sexuell belästigt, Dolores tötete ihren Ehemann) verwischt die Realität und sie können sich gegenseitig sehen. Nach Das Spiel war diese Passage lange rätselhaft; erst das Erscheinen von Dolores brachte Klarheit.
- Die Insel Little Tall Island ist auch der Schauplatz von Der Sturm des Jahrhunderts, wo an Dolores Claiborne erinnert wird.